# Kenya i olympiska sommarspelen 2012
Kenya deltog i de olympiska sommarspelen 2012 som ägde rum i London i Storbritannien mellan den 27 juli och den 12 augusti 2012.

## Medaljörer
| Medalj | Namn                     | Sport     | Gren                         |
| ------ | ------------------------ | --------- | ---------------------------- |
| Guld   | David Lekuta Rudisha     | Friidrott | Herrarnas 800 meter          |
| Guld   | Ezekiel Kemboi           | Friidrott | Herrarnas 3 000 meter hinder |
| Silver | Abel Kirui               | Friidrott | Herrarnas Maraton            |
| Silver | Priscah Jeptoo           | Friidrott | Damernas Maraton             |
| Silver | Sally Kipyego            | Friidrott | Damernas 10000 m             |
| Silver | Vivian Cheruiyot         | Friidrott | Damernas 5000 m              |
| Brons  | Vivian Cheruiyot         | Friidrott | Damernas 10000 m             |
| Brons  | Abel Kiprop Mutai        | Friidrott | Herrarnas 3 000 meter hinder |
| Brons  | Timothy Kitum            | Friidrott | Herrarnas 800 meter          |
| Brons  | Thomas Pkemei Longosiwa  | Friidrott | Herrarnas 5000 meter         |
| Brons  | Wilson Kipsang Kiprotich | Friidrott | Herrarnas Maraton            |

## Boxning
- Huvudartikel: Boxning vid olympiska sommarspelen 2012

Herrar
| Boxare                  | Gren     | Sextondelsfinal        | Åttondelsfinal       | Kvartsfinal          | Semifinal            | Final                | Final            |
| Boxare                  | Gren     | Motståndare Resultat   | Motståndare Resultat | Motståndare Resultat | Motståndare Resultat | Motståndare Resultat | Placering        |
| ----------------------- | -------- | ---------------------- | -------------------- | -------------------- | -------------------- | -------------------- | ---------------- |
| Benson Gicharu Njangiru | Flugvikt | Abdelaal (EGY) L 16–19 | Gick inte vidare     | Gick inte vidare     | Gick inte vidare     | Gick inte vidare     | Gick inte vidare |

Damer
| Boxare            | Gren       | Åttondelsfinal        | Kvartsfinal          | Semifinal            | Final                | Final            |
| Boxare            | Gren       | Motståndare Resultat  | Motståndare Resultat | Motståndare Resultat | Motståndare Resultat | Placering        |
| ----------------- | ---------- | --------------------- | -------------------- | -------------------- | -------------------- | ---------------- |
| Elizabeth Andiego | Mellanvikt | Volnova (KAZ) L 11–20 | Gick inte vidare     | Gick inte vidare     | Gick inte vidare     | Gick inte vidare |

## Friidrott
- Huvudartikel: Friidrott vid olympiska sommarspelen 2012

Förkortningar
- Notera – Placeringar gäller endast den tävlandes eget heat
- Q = Kvalificerade sig till nästa omgång via placering
- q = Kvalificerade sig på tid eller, i fältgrenarna, på placering utan att ha nått kvalgränsen
- NR = Nationellt rekord
- N/A = Omgången inte möjlig i grenen
- Bye = Idrottaren behövde inte delta i omgången

Herrar
Bana och väg
| Idrottare                                                       | Gren           | Heat     | Heat      | Semifinal        | Semifinal        | Final            | Final            |
| Idrottare                                                       | Gren           | Resultat | Placering | Resultat         | Placering        | Resultat         | Placering        |
| --------------------------------------------------------------- | -------------- | -------- | --------- | ---------------- | ---------------- | ---------------- | ---------------- |
| Anthony Chemut                                                  | 800 m          | 1:47.42  | 2 Q       | 1:45.63          | 4                | Gick inte vidare | Gick inte vidare |
| Timothy Kitum                                                   | 800 m          | 1:45.72  | 2 Q       | 1:44.63          | 2 Q              | 1:42.53          | 3                |
| David Rudisha                                                   | 800 m          | 1:45.90  | 1 Q       | 1:44.35          | 1 Q              | 1:40.91 VR       | 1                |
| Nixon Chepseba                                                  | 1 500 m        | 3:42.29  | 9 Q       | 3:34.89          | 4 Q              | 3:39.04          | 11               |
| Silas Kiplagat                                                  | 1 500 m        | 3:39.79  | 4 Q       | 3:34.60          | 2 Q              | 3:36.19          | 7                |
| Asbel Kiprop                                                    | 1 500 m        | 3:36.59  | 3 Q       | 3:42.92          | 2 Q              | 3:39.04          | 12               |
| Isiah Koech                                                     | 5 000 m        | 13:25.64 | 2 Q       | i.u.             | i.u.             | 13:43.83         | 5                |
| Thomas Longosiwa                                                | 5 000 m        | 13:15.41 | 3 Q       | i.u.             | i.u.             | 13:42.36         | 3                |
| Edwin Soi                                                       | 5 000 m        | 13:27.06 | 6         | i.u.             | i.u.             | Gick inte vidare | Gick inte vidare |
| Bedan Karoki                                                    | 10 000 m       | i.u.     | i.u.      | i.u.             | i.u.             | 27:32.94         | 5                |
| Wilson Kiprop                                                   | 10 000 m       | i.u.     | i.u.      | i.u.             | i.u.             | DNF              | DNF              |
| Moses Masai                                                     | 10 000 m       | i.u.     | i.u.      | i.u.             | i.u.             | 27:41.34         | 12               |
| Vincent Kosgei                                                  | 400 m häck     | 50.80    | 7         | Gick inte vidare | Gick inte vidare | Gick inte vidare | Gick inte vidare |
| Boniface Mucheru                                                | 400 m häck     | 50.33    | 6         | Gick inte vidare | Gick inte vidare | Gick inte vidare | Gick inte vidare |
| Ezekiel Kemboi                                                  | 3 000 m hinder | 8:20.97  | 2 Q       | i.u.             | i.u.             | 8:18.56          | 1                |
| Brimin Kipruto                                                  | 3 000 m hinder | 8:28.62  | 1 Q       | i.u.             | i.u.             | 8:23.03          | 5                |
| Abel Mutai                                                      | 3 000 m hinder | 8:17.70  | 3 Q       | i.u.             | i.u.             | 8:19.73          | 3                |
| Wilson Kipsang                                                  | Maraton        | i.u.     | i.u.      | i.u.             | i.u.             | 2:09:37          | 3                |
| Abel Kirui                                                      | Maraton        | i.u.     | i.u.      | i.u.             | i.u.             | 2:08:27          | 2                |
| Emmanuel Mutai                                                  | Maraton        | i.u.     | i.u.      | i.u.             | i.u.             | 2:14:49          | 17               |
| Alphas Kishoyian Boniface Mucheru Vincent Mumo Boniface Mweresa | 4 x 400 m      | DSQ      | DSQ       | i.u.             | i.u.             | Gick inte vidare | Gick inte vidare |

Fältgrenar
| Idrottare   | Gren          | Kval  | Kval      | Final | Final     |
| Idrottare   | Gren          | Längd | Placering | Längd | Placering |
| ----------- | ------------- | ----- | --------- | ----- | --------- |
| Julius Yego | Spjutkastning | 81.81 | 9 q       | 77.15 | 12        |

Damer
Bana och väg
| Idrottare                 | Gren           | Heat     | Heat      | Semifinal        | Semifinal        | Final            | Final            |
| Idrottare                 | Gren           | Resultat | Placering | Resultat         | Placering        | Resultat         | Placering        |
| ------------------------- | -------------- | -------- | --------- | ---------------- | ---------------- | ---------------- | ---------------- |
| Joy Nakhumicha Sakari     | 400 m          | 51.85    | 3 Q       | 52.95            | 8                | Gick inte vidare | Gick inte vidare |
| Pamela Jelimo             | 800 m          | 2:00.54  | 1 Q       | 1:59.42          | 1 Q              | 1:57.59          | 4                |
| Janeth Jepkosgei          | 800 m          | 2:01.04  | 1 Q       | 1:58.26          | 3 q              | 2:00.19          | 8                |
| Cherono Koech             | 800 m          | 2:08.43  | 3 Q       | 2:00.53          | 5                | Gick inte vidare | Gick inte vidare |
| Faith Chepngetich         | 1 500 m        | 4:08.78  | 9         | Gick inte vidare | Gick inte vidare | Gick inte vidare | Gick inte vidare |
| Hellen Obiri              | 1 500 m        | 4:05.40  | 4 Q       | 4:02.30          | 5 Q              | 4:16.57          | 12               |
| Eunice Sum                | 1 500 m        | 4:16.95  | 10        | Gick inte vidare | Gick inte vidare | Gick inte vidare | Gick inte vidare |
| Vivian Cheruiyot          | 5 000 m        | 15:01.54 | 2 Q       | i.u.             | i.u.             | 15:04.73         | 2                |
| Viola Kibiwot             | 5 000 m        | 14:59.31 | 3 Q       | i.u.             | i.u.             | 15:11.59         | 6                |
| Sally Kipyego             | 5 000 m        | 15:01.87 | 3 Q       | i.u.             | i.u.             | 15:05.79         | 4                |
| Joyce Chepkurui           | 10 000 m       | i.u.     | i.u.      | i.u.             | i.u.             | DNF              | DNF              |
| Vivian Cheruiyot          | 10 000 m       | i.u.     | i.u.      | i.u.             | i.u.             | 30:30.44         | 3                |
| Sally Kipyego             | 10 000 m       | i.u.     | i.u.      | i.u.             | i.u.             | 30:26.37         | 2                |
| Maureen Maiyo             | 400 m häck     | 1:02.16  | 7         | Gick inte vidare | Gick inte vidare | Gick inte vidare | Gick inte vidare |
| Milcah Chemos Cheywa      | 3 000 m hinder | 9:27.09  | 3 Q       | i.u.             | i.u.             | 9:09.88          | 4                |
| Mercy Njoroge             | 3 000 m hinder | 9:25.99  | 3 Q       | i.u.             | i.u.             | 9:26.73          | 10               |
| Lydia Rotich              | 3 000 m hinder | 9:42.03  | 8         | i.u.             | i.u.             | Gick inte vidare | Gick inte vidare |
| Priscah Jeptoo            | Maraton        | i.u.     | i.u.      | i.u.             | i.u.             | 2:23:12          | 2                |
| Mary Jepkosgei Keitany    | Maraton        | i.u.     | i.u.      | i.u.             | i.u.             | 2:23.56          | 4                |
| Edna Ngeringwony Kiplagat | Maraton        | i.u.     | i.u.      | i.u.             | i.u.             | 2:27:52          | 20               |